# Confederación chalca

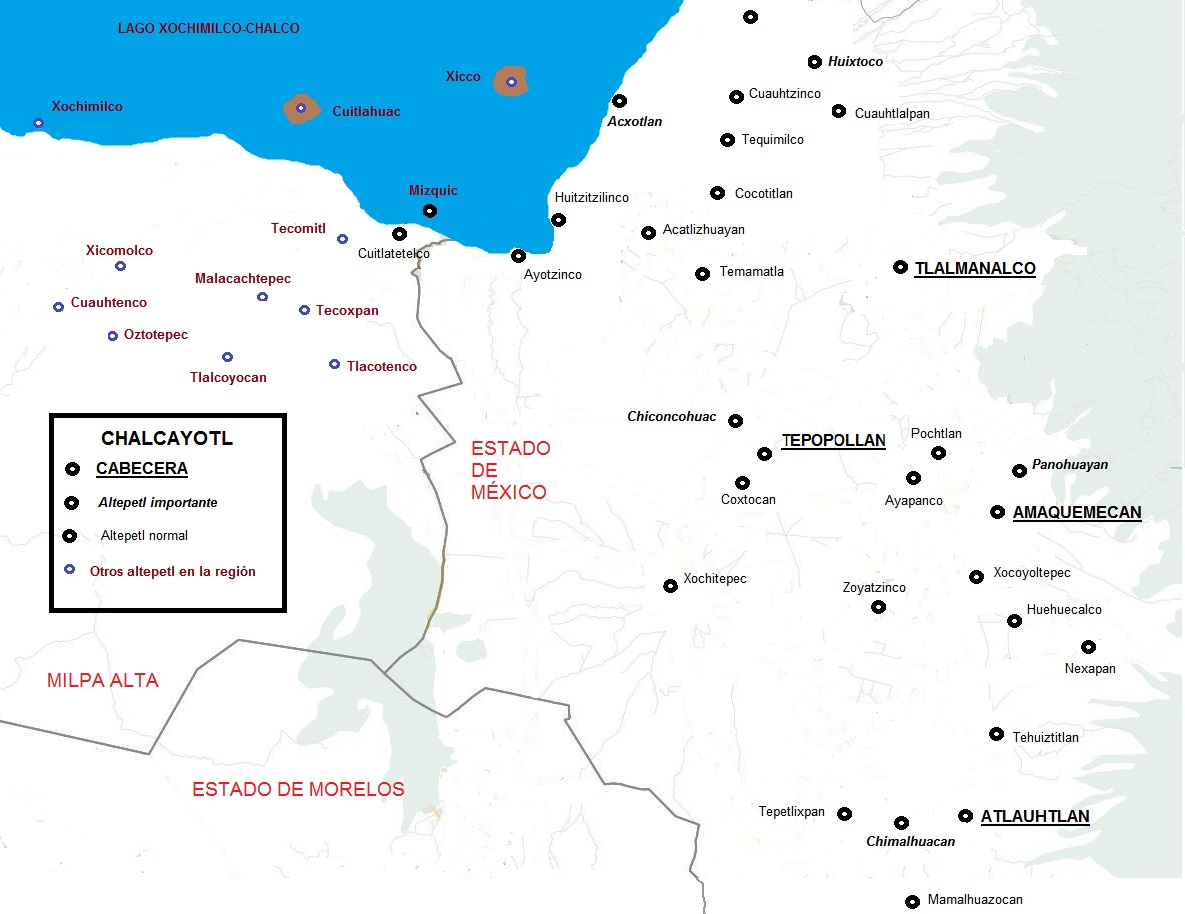
Mapa con los pueblos partícipes en la Chalcayotl.

El Chalcayotl o Confederación de los chalcas fue una confederación de estados chalcas, que incluía a Tlalmanalco, Amaquemecan, Chimalhuacán y  Tenanco Texocpalco Tepopolla. Los chalcas fueron algunos de los últimos pueblos dominados por los mexicas, esfuerzo que tomó muchos años a ejércitos de la Triple Alianza. Fueron derrotados en 1465, después se convirtieron en tributarios de Moctezuma Ilhuicamina hasta la llegada de los españoles.

## Chalca
Chalca es el gentilicio usado para los habitantes del Chalco prehispánico, que englobaba a todos los habitantes de la Confederación Chalca o Chalcayotl, como un término genérico, sin importar de cuál de las cuatro cabeceras se tratara. Los chalcas, al igual que otros grupos de habla náhuatl del Valle de México, mencionan una migración mítica desde Chicomóztoc y compartían cosmovisión, así como adoración de los dioses mesoamericanos.

## Organización
Chalco era un complejo altépetl nahua precolombino o confederación (Nauhcan Tlahtoloyan) en el centro de México. Se dividió en cuatro Altépetl/Tlayacatl: 
1. Tlalmanalco / Tlacochcalco,
2. Amaquemecan,
3. Tenanco Texocpalco Tepopolla y
4. Chimalhuacán-Chalco.

Estos se subdividían en altépetl menores, cada uno con su propio tlatoani (rey). Sus habitantes eran conocidos con el nombre chalcas.[cita requerida]

## Historia
En el siglo XIV y principios de siglo XV, las guerras floridas se libraron entre los chalcas y los mexicas. Una guerra seria estalló en 1446. Según el historiador chalca Chimalpahin de Amaquemecan, hoy Amecameca, esto se debió a que los chalcas rechazaron una demanda de los mexicas para contribuir materiales de construcción para el templo de Huitzilopochtli. Chalco fue finalmente conquistada por los aztecas durante el reinado de Moctezuma I en o alrededor de 1465, y los tlatoque (reyes) de Chalco fueron exiliados a Huexotzinco, restaurados por Tizoc en 1486. Chalco pagaba tributo a Tenochtitlan en alimentos (maíz, frijol y otros) más que cualquier otra región del Valle de México, probablemente porque su suelo fértil y su ubicación permitían buenas cosechas.

## Cronología
- 1162 - Los chichimecas teotenancas se asientan en las inmediaciones del Lago de Chalco (Santa Catarina Ayotzingo).
- 1230 - Chalco-Atenco conquistan Cuitláhuac, de modo que esta población pasa a ser sujeto de los chalcas, al igual que Mixquic y otras poblaciones de la orilla del lago.
- 1376 - Tezozomoc, soberano de Azcapotzalco, impone las guerras floridas entre tenochcas y chalcas.
- 1393 - Cuitláhuac deja de tributar a los chalcas, debido a que los mexicas sojuzgaron a los cuitlahuacas, por mandato de Azcapotzalco, dado que los guerreros mexicas eran mercenarios de esta ciudad.
- 1446-1450 - Inician las hostilidades por parte de los mexicas durante el periodo de Moctezuma I.
- 1465 - Chalco es vencido por los mexicas y se vuelve tributario de la Triple Alianza; al ser vencidos, los señores chalcas huyen a Huejotzingo.
- 1486 - Tizoc, tlatoani mexica, reinstala a los tlatoani chalcas en sus puestos.